# Grzegorz Duda
Grzegorz Duda (ur. 1955 w Kadłubie) – generał brygady Wojska Polskiego.

## Życiorys
W 1974 roku, po ukończeniu Liceum Ogólnokształcącego w Praszce, został podchorążym Wyższej Szkoły Oficerskiej Wojsk Zmechanizowanych im. Tadeusza Kościuszki we Wrocławiu. W 1978 roku, po ukończeniu szkoły oficerskiej i awansie na podporucznika został przydzielony do 12 Dywizji Zmechanizowanej w Szczecinie na stanowisko dowódcy plutonu, a następnie dowódcy kompanii ochrony i regulacji ruchu. W 1983 roku ukończył Wyższy Kurs Doskonalenia Oficerów w Centrum Doskonalenia Oficerów w Rembertowie. W latach 1984–1987 był słuchaczem Akademii Sztabu Generalnego w Rembertowie. Następnie, jako szef sztabu-zastępca dowódcy batalionu piechoty zmotoryzowanej w 5 pułku zmechanizowanym, starszy oficer sztabu 12 Dywizji Zmechanizowanej. W latach 1990–1991 dowodził 16 batalionem rozpoznawczym w Szczecinie. Później szef sztabu-zastępca dowódcy 9 pułku zmechanizowanego w Stargardzie Szczecińskim, dowódca 41 pułku zmechanizowanego w Szczecinie i od 29 marca 1995 roku dowódca 5 pułku zmechanizowanego. W latach 1995–1999 dowodził 12 Brygadą Zmechanizowaną. Od 2001 roku pełni obowiązki szefa Oddziału Operacyjnego Sztabu Generalnego Wojska Polskiego, a następnie zastępcy szefa Szefostwa Obrony Terytorialnej Sztabu Generalnego Wojska Polskiego. W latach 2004–2005 był słuchaczem Studium Polityki Obronnej Akademii Obrony Narodowej, po czym został wyznaczony na dowódcę 7 Brygady Obrony Wybrzeża w Słupsku. 15 sierpnia 2005 roku Prezydent RP Aleksander Kwaśniewski mianował go na stopień generała brygady.
Od 2007 roku pełni służbę na stanowisku zastępcy szefa sztabu Wojsk Lądowych. W czerwcu 2010 roku został wyznaczony na stanowisko zastępcy dowódcy 1 Warszawskiej Dywizji Zmechanizowanej w Legionowie. W 2011 roku pełnił obowiązki zastępcy szefa szkolenia Wojsk Lądowych. W październiku 2012 roku objął obowiązki dyrektora Departamentu Kontroli Ministerstwa Obrony Narodowej. Od 2014 roku, po zmianach wprowadzonych reformą systemu kierowania i dowodzenia SZ RP był na stanowisku Zastępcy Dowódcy Operacyjnego Rodzajów Sił Zbrojnych.
Z dniem 31 października 2015 roku przeszedł w stan spoczynku.

## Awanse
- podporucznik – 1978
- porucznik – 1981
- kapitan – 1985
- major – 1990
- podpułkownik – 1994
- pułkownik – 1998
- generał brygady – 15 sierpnia 2005[3]

## Ordery i odznaczenia
- Złoty Krzyż Zasługi
- Złoty Medal za Długoletnią Służbę
- Złoty Medal „Za zasługi dla obronności kraju”
- Złoty Medal „Siły Zbrojne w Służbie Ojczyzny”
- Srebrny Medal „Za zasługi dla obronności kraju”
- Srebrny Medal „Siły Zbrojne w Służbie Ojczyzny”
- Brązowy Medal „Za zasługi dla obronności kraju”
- Brązowy Medal „Siły Zbrojne w Służbie Ojczyzny”